# Wuhan Open
Wuhan Open er en professionel tennisturnering for kvinder, der blev spillet for første gang i 2014, og som indtil 2019 blev afviklet en gang om året i Wuhan, Kina som en del af WTA Tour, hvor den tilhørte turneringskategorien WTA Premier 5. I 2020 og 2021 blev turneringen aflyst som følge af, at alle internationale sportsbegivenheder i Folkerepublikken Kina i 2020 blev aflyst på grund af COVID-19-pandemien. I 2022 blev turneringen aflyst som følge af, at WTA Tour fra og med 2022 havde suspenderet alle turneringer planlagt til afholdelse i Folkerepublikken Kina og Hongkong på grund af bekymring for tennisspilleren Peng Shuais sikkerhed og velbefindende efter hendes anklager om seksuelt krænkelse mod Zhang Gaoli, et højtstående medlem af Kinas kommunistiske parti. Efter fem års pause vendte Wuhan Open i 2024 tilbage på WTA Tour, og da touren i mellemtiden havde introduceret et nyt sæt kategorier, havnede turneringen i kategorien WTA 1000.
Aryna Sabalenka har rekorden for flest sejre i singleturneringen med tre turneringssejre vundet i 2018, 2019 og 2024, hvilket var tre turneringer i træk, da den ikke blev afviklet i perioden 2020-23. Petra Kvitová er den eneste anden spiller med mere end én titel. Hun vandt sine to titler i 2014 og 2016. I doublerækken sidder Martina Hingis på rekorden for flest titler. Hun har vundet turneringen tre gange med tre forskellige makkere: i 2014 sammen med Flavia Pennetta, i 2015 sammen med Sania Mirza og i 2017 med Chan Yung-Jan som makker.
Turneringen er blev fra starten blevet spillet under navnet Dongfeng Motor Wuhan Open på grund af et titelsponsorat fra Dongfeng Motor Corporation. Fra 2024 blev navnet ændret til Dongfeng Voyah Wuhan Open.

## Damesingle

### Vindere
| Spiller         | Titler | År               |
| --------------- | ------ | ---------------- |
| Aryna Sabalenka | 3      | 2018, 2019, 2024 |
| Petra Kvitová   | 2      | 2014, 2016       |
| Venus Williams  | 1      | 2015             |
| Caroline Garcia | 1      | 2017             |

### Finaler
| År      | Vinder (titel nr.)  | Finalist           | Finaleresultat      |
| ------- | ------------------- | ------------------ | ------------------- |
| 2014    | Petra Kvitová (1)   | Eugenie Bouchard   | 6–3, 6–4            |
| 2015    | Venus Williams (1)  | Garbiñe Muguruza   | 6–3, 3–0 opg.       |
| 2016    | Petra Kvitová (2)   | Dominika Cibulková | 6–1, 6–1            |
| 2017    | Caroline Garcia (1) | Ashleigh Barty     | 6–7(3), 7–6(4), 6–2 |
| 2018    | Aryna Sabalenka (1) | Anett Kontaveit    | 6–3, 6–3            |
| 2019    | Aryna Sabalenka (2) | Alison Riske       | 6–3, 3–6, 6–1       |
| 2020-23 | Ingen turneringer   | Ingen turneringer  | Ingen turneringer   |
| 2024    | Aryna Sabalenka (3) | Zheng Qinwen       | 6–3, 5–7, 6–3       |

## Damedouble

### Vindere
| Spiller               | Titler | År               |
| --------------------- | ------ | ---------------- |
| Martina Hingis        | 3      | 2014, 2015, 2017 |
| Flavia Pennetta       | 1      | 2014             |
| Sania Mirza           | 1      | 2015             |
| Bethanie Mattek-Sands | 1      | 2016             |
| Lucie Šafářová        | 1      | 2016             |
| Chan Yung-Jan         | 1      | 2017             |
| Elise Mertens         | 1      | 2018             |
| Demi Schuurs          | 1      | 2018             |
| Duan Yingying         | 1      | 2019             |
| Veronika Kudermetova  | 1      | 2019             |
| Anna Danilina         | 1      | 2024             |
| Irina Khromatjeva     | 1      | 2024             |

### Finaler
| År      | Vindere (titel nr.)                          | Finalister                                 | Finaleresultat      |
| ------- | -------------------------------------------- | ------------------------------------------ | ------------------- |
| 2014    | Martina Hingis (1) Flavia Pennetta (1)       | Cara Black Caroline Garcia                 | 6–4, 5–7, [12–10]   |
| 2015    | Martina Hingis (2) Sania Mirza (1)           | Irina-Camelia Begu Monica Niculescu        | 6–2, 6–3            |
| 2016    | Bethanie Mattek-Sands (1) Lucie Šafářová (1) | Sania Mirza Barbora Strýcová               | 6–1, 6–4            |
| 2017    | Chan Yung-Jan (1) Martina Hingis (1)         | Shuko Aoyama Yang Zhaoxuan                 | 7–6(5), 3–6, [10–4] |
| 2018    | Elise Mertens (1) Demi Schuurs (1)           | Andrea Sestini Hlaváčková Barbora Strýcová | 6–3, 6–3            |
| 2019    | Duan Yingying (1) Veronika Kudermetova (1)   | Elise Mertens Aryna Sabalenka              | 7–6(3), 6–2         |
| 2020-23 | Ingen turneringer                            | Ingen turneringer                          | Ingen turneringer   |
| 2024    | Anna Danilina (1) Irina Khromatjeva (1)      | Asia Muhammad Jessica Pegula               | 6–3, 7–6(6)         |